# أليكس باومان
أليكس باومان هو متزلج جماعي سويسري، ولد في 9 مارس 1985 في سانت غالن في سويسرا.

## وصلات خارجية
- أليكس باومان على موقع IBSF (الإنجليزية)
- أليكس باومان على موقع اللجنة الأولمبية الدولية (الإنجليزية)
- أليكس باومان على موقع أوليمبيديا (الإنجليزية)